# Longxing, Yubei
Longxing (kinesiska: 龙兴) är en köping i sydvästra Kina. Den ligger i stadsdistriktet Yubei i storstadsområdet Chongqing,  omkring 26 kilometer nordost om det centrala stadsdistriktet Yuzhong. Antalet invånare är 36 297. Befolkningen består av 17 977 kvinnor och 18 320 män. Barn under 15 år utgör 13,0 %, vuxna 15-64 år 68 %, och äldre över 65 år 18,0 %.